# CO-CóLO 1 〜夜のみだらな鳥達〜
『CO-CóLO 1 〜夜のみだらな鳥達〜』（ココロファースト よるのみだらなとりたち）は、日本の歌手である沢田研二の23作目となるオリジナルアルバム。
1986年6月25日東芝EMI/イーストワールドよりリリース。ちなみに発売日の6月25日は沢田研二の誕生日。

## 解説
ザ・タイガース時代から所属していた渡辺プロダクションから独立した1985年、沢田は個人事務所の設立と新バンドを結成した。それまでの沢田の作品は外部プロデューサーの主導により、必ずしも本人の意図としない活動を強いられる場面、具体的には楽曲の採択やシングル化の選曲などに沢田の希望が容れられないケースがあった。そうした反省から独立を機によりパーマネントな活動を行えるバンドの結成は沢田の悲願だったのである。
こうした沢田の意思によって結成されたのがCO-CóLO（ココロ）である。自身の個人事務所名（CO-CóLO Corporation）にも同じ名を冠するほどの思い入れを込めたこのバンドは、カルトGSとして名高いハプニングス・フォーのチト河内を中心とした技巧派揃いでツインドラムを据え、EXOTICS以前のギター中心の編成とは一線を画すスタイルとなった。
音楽性はAORにカテゴライズされる、文字通りアダルトかつオリエンタルで穏やかなムードの楽曲が多数を占めた。また沢田の自作詞もその数を増し、沢田自身の私生活をうかがわせる私小説風の作品が多重を占めるようになった。本作はそうした新プロジェクトの第1弾作品である。
CO-CóLO
- チト河内（ドラムス）
- 原田祐臣（ドラムス）
- 石間秀機（ギター）
- 竹内正彦（ベース）
- 篠原信彦（キーボード）

## 収録曲
- 全編曲：チト河内・CO-CóLO

1. "B"サイドガール
  - 作詞・作曲:沢田研二
2. 夜のみだらな鳥達
  - 作詞:大輪茂男／作曲:沢田研二
3. 無宿（むしゅく）
  - 作詞:沢田研二／作曲:竹内正彦
4. ドシャ降り、抜けて…
  - 作詞:大輪茂男／作曲:篠原信彦
5. あの女（ひと）
  - 作詞:浅川マキ／作曲:チト河内
6. 幻影（イリュージョン）
  - 作詞:浅川マキ／作曲:石間秀機
7. 流されて…
  - 作詞:チト河内／作曲:石間秀機
8. 時の街角
  - 作詞:埴谷コウ／作曲:篠原信彦
9. 闇舞踏（やみぶとう）
  - 作詞:沢田研二／作曲:石間秀機